# Kanovereniging Frisia
Kanovereniging Frisia is een Nederlandse kanovereniging die is gevestigd in het Amsterdamse Bos. Frisia richt zich specifiek op het wedstrijdvaren op vlak water. Leden van Frisia nemen regelmatig deel aan nationale en internationale wedstrijden. De vereniging is aangesloten bij het Watersportverbond.

## Geschiedenis
De vereniging werd in 1948 opgericht en zij verkreeg op 1 juli 1950 Koninklijke goedkeuring. Het eerste clubgebouw was een kleine loods bij Jachthaven Frisia aan het Boeierspad aan de Nieuwe Meer in Amsterdam. Op de buitenkant van die loods stond in grote letters "Frisia" en dat is dan ook de oorsprong van de naam van de vereniging.
Frisia organiseerde vanaf de jaren vijftig ook enkele kanowedstrijden. Zo organiseerde Frisia vanaf 1952 de jaarlijkse Traversée d'Amsterdam, een wedstrijd over meerdere afstanden op de Amstel ter hoogte van de Berlagebrug en een afsluitende toertocht door de Amsterdamse grachten. In 1953 vond de tweede editie plaats. De tiende editie vond plaats in 1968 en kende een internationaal deelnemersveld.
In de jaren zeventig groeide de vereniging sterk en ontstond het plan voor een nieuw clubhuis in het Amsterdamse Bos. De bouwplannen werden op 12 november 1969 door de gemeente Amsterdam goedgekeurd en in het najaar van 1971 werd begonnen met de bouw van het nieuwe clubhuis. In 1973 werd het nieuwe clubhuis officieel geopend door de wethouder sport van Amsterdam, Harry Verhey. In 1975 werd het 700-jarig bestaan van Amsterdam gevierd. Een van de activiteiten was een internationale kanowedstrijd, georganiseerd door Frisia. Aan het evenement deden diverse Europese teams mee. Ook het jaar daarop werd een internationale kanowedstrijd gehouden waar ruim 350 kanoërs aan deelnamen. In 1979 werd het grootste evenement van de club ooit georganiseerd: de Bosbaanregatta.
In 1980 nam Frisialid Rob van Weerdenburg samen met Ron Stevens (Quo Vadis), Gert-Jan Lebbink (DKV) en Jan Baaijens (De Geuzen) in de K4 op de 1000 meter deel aan de Olympische Spelen in Moskou. Met een zesde plaats in hun halve finale slaagden zij er niet in om de finale te bereiken.
In 1984 ontving oud-lid Henk Kwakernaak in het clubhuis van Frisia namens de Nederlandse Kanobond de zilveren speld en namens Het Parool de Paroolring. In 1990 werd de Bosplanmarathon die destijds werd georganiseerd door Frisia, door de Internationale Kano Federatie aangesteld als Grand Prix. In 2023 werd het 75-jarig bestaan van de vereniging gevierd.